# Uzbekistans herrlandslag i fotboll

Uzbekistans fotbollslandslags färger.

Uzbekistans herrlandslag i fotboll  representerar Uzbekistan i fotboll på herrsidan. Första matchen spelades den 17 juni 1992 i Dusjanbe, och slutade 2-2 mot Tadzjikistan under centralasiatiska mästerskapet. I kvalet till VM 2006 spelade de oavgjort mot både Saudiarabien och Sydkorea. De har dock aldrig kvalat in till VM. Sveriges första landskamp (träningslandskamp) mot Uzbekistan spelades på Friends Arena den 5 september 2021. Sverige vann med 2-1.

## VM
- 1930 till 1994 Del av Sovjetunionen
- 1998 till 2022 Ej kvalat in till huvudturneringen.

1998 års kval var Uzbekistans första kval. Man hamnade i grupp 5 med Jemen, Indonesien och Kambodja. Man vann gruppen med 5 vinster och 1 oavgjord efter bl.a. 6-0 mot Kambodja. I den sista omgången hamnade man med Sydkorea, Japan, Förenade Arabemiraten och grannen Kazakstan. Sydkorea och Japan var de starkare lagen. Mot Sydkorea förlorade man både hemma och borta och mot Japan förlorade man borta men fick oavgjort hemma. Mot Förenade Arabemiraten förlorade man hemma och fick 0-0 borta. Mot grannen Kazakstan kom den enda vinsten; 4-0 hemma och det blev 1-1 borta. Man kom fyra i gruppen med 6 poäng och -5 i målskillnad. 
2002 års kval vann man gruppen igen med 4 vinster och 2 oavgjorda och en storseger med 7-0 mot Taiwan. Två förluster mot Förenade Arabemiraten i sista omgången kostade andraplatsen i gruppen. Kina tog hem gruppen trots att de förlorat mot Uzbekistan. 
2006 års kval hamnade man i grupp 2 med Irak, Palestina och Taiwan. Tredje gången i rad vann man gruppen med 5 vinster och 1 oavgjord. Enda poängförlusten kom mot Irak hemma då det slutade 1-1. Andra omgången kom man trea med en vinst, två oavgjorda och tre förluster. I playoff förlorade man med 1 bortamål mot 0 mot Bahrain. På grund av detta missade man nästa playoff. 
2010 års kval slog man ut Taiwan i förkvalet med sammanlagt 11-0. I första omgången hamnade man i en enkel grupp. Utmanaren var Saudiarabien. Man slog dem hemma och förlorade borta. Man gick ändå vidare till sista omgången. Uzbekistan hamnade med Australien, Japan, Bahrain och Qatar. Australien och Japan sågs som de större favoriterna. Bahrain, Qatar och Uzbekistan fick slåss om tredjeplatsen till playoffen. Uzbekistan fick en poäng totalt mot Australien och Japan efter oavgjort mot Japan borta. Qatar krossade man med 4-0 hemma men förlorade mot med 0-3 borta. Mot Bahrain förlorade man 0-1 hemma och borta. Skulle båda matcherna mot Bahrain slutat oavgjort så hade det räckt för att ta Uzbekistan till Asiens playoff, där Saudiarabien väntade.
I kvalet till VM 2014 började man med 7-0 totalt mot Kirgizistan i den andra omgången. Den tredje omgången slutade med en gruppseger efter dubbla segrar mot Tadzjikistan och Nordkorea. Mot Japan klarade man oavgjort hemma och vann borta. I den slutgiltiga omgången spelade man bra, men två mindre bra matcher mot Sydkorea resulterade en tredjeplats till det asiatiska playoffen mot Jordanien.

## AFC
1996 års cup hamnade man i grupp C med Japan, Kina och Syrien. Det började bra med en 2-0-seger mot Kina. I nästa match förlorade man med 0-4 mot Japan. Mot Syrien i den efterföljande matchen räckte oavgjort för att ta sig vidare om Japan skulle slå Kina. Men man förlorade med uddamålet 1-2 och kom därmed sist i gruppen. 
2000 hamnade man i grupp C med Japan, Saudiarabien och Qatar. I första matchen spelade man 1-1 mot Qatar. De nästkommande matcherna förlorade man, 1-8 mot Japan och 0-5 mot Saudiarabien. Man kom även sist i turneringen, 1 poäng och -12 i målskillnad. 
2004 satsade man för att undvika ett misslyckande. Ännu en gång blev det grupp C och motståndarna var Irak, Turkmenistan och Saudiarabien. Alla matcher vanns med 1-0 och man gick till kvartsfinal. I kvartsfinalen åkte man ut mot överraskningen Bahrain på straffar.
2007 började med en förlust, 1-2 mot Iran. Sedan vann man med 5-0 mot Malaysia och 3-0 mot Kina. I kvartsfinalen väntade Saudiarabien där man förlorade, 1-2. 
År 2011 inleddes med fyra segrar. Gruppspelet slutade med tre raka vinster, 2-0 mot Qatar, 2-1 mot Kuwait samt 2-2 mot Kina. I kvartsfinalen ställdes Uzbekistan mot Jordanien som man slog med 2-1 efter två mål av Bakajev men i semifinal blev det stopp mot ett Australien som vann klart med 0-6. I bronsmatchen förlorade man mot Sydkorea med 3-2.

## Kända spelare
- Mirzjalol Qosimov (slutat, tränare för FC Bunyodkor)
- Maxim Sjatskich (Arsenal Kiev)
- Server Zjeparov (FC Seoul)
- Anvarjon Soliev (FC Bunyodkor)
- Vitaliy Denisov (FK Lokomotiv Moskva)